# Vinovo
Vinovo – miejscowość i gmina we Włoszech, w regionie Piemont, w prowincji Turyn.
Według danych na rok 2004 gminę zamieszkiwało 13 425 osób, 789,7 os./km².